# 索冉
索冉（1994年8月19日—），中国女子游泳运动员，2014年亚洲运动会女子50米蛙泳银牌得主、2015年世界军人运动会女子50米自由泳铜牌得主、2018年世界短池游泳锦标赛女子4×50米混合泳接力银牌得主。